# Jin'en Nagase
Pour les articles homonymes, voir Nagase.
Jin'en Nagase (長勢 甚遠, Nagase Jin'en), né le 3 octobre 1943 à Uozu au Japon, est un homme politique japonais, ancien ministre de la Justice du 26 septembre 2006 au 27 août 2007 dans le Cabinet de Shinzō Abe.
Il fut vice-ministre de la Santé de 1994 à 1996 puis vice-ministre aux Affaires sociales de 1998 à 2001.